# Anders Lundgren
Anders Lundgren (* 28. Juni 1898 in Oslo; † 28. August 1964 ebenda) war ein norwegischer Segler.

## Erfolge
Anders Lundgren, Mitglied des Kongelig Norsk Seilforening, nahm an den Olympischen Spielen 1924 in Paris in der 6-Meter-Klasse teil. Als Skipper der Elisabeth V qualifizierte er sich dank zwei ersten Plätzen in den ersten drei Wettfahrten für das Halbfinale, das in zwei Wettfahrten ausgetragen wurde. In beiden gelang der Elisabeth V ein Sieg, sodass Lundgren mit seinen Crewmitgliedern Eugen Lunde und Christopher Dahl vor dem dänischen und dem niederländischen Boot Olympiasieger wurde.